# Moussa Yahaya
Moussa Yahaya (ur. 4 stycznia 1975 w Agadez) – nigerski piłkarz występujący na pozycji napastnika, reprezentant Nigru w latach 1992–1998.

## Kariera klubowa
Po okresie gry w klubach rodzinnego kraju, w rundzie wiosennej sezonu 1995/96 pojawił się w Sokole Tychy. Występował jeszcze w krakowskim Hutniku, a następnie wyjechał za granicę. Grał w hiszpańskim Albacete Balompié i greckim AO Trikala, po czym powrócił do Polski. W sezonie 2000/01 reprezentował barwy GKS Katowice, potem Legii Warszawa i ponownie GKS Katowice. Po trzyletnim okresie przerwy w grze, występował w niższych kategoriach rozgrywkowych – grał dla Regi-Meridy Trzebiatów i Mazura Karczew oraz hiszpańskiego Sportingu La Gineta. Łącznie w I lidze polskiej rozegrał 77 spotkań, w których strzelił 17 bramek. Z Legią Warszawa wywalczył mistrzostwo Polski i Puchar Ligi (2001/02).
Yahaya to zawodnik, który jest uznawany za zmarnowany wielki potencjał. Grając w klubach pierwszoligowych w Polsce sprawiał liczne kłopoty wychowawcze, często opuszczał z własnej winy treningi. Nadużywał alkoholu (zdarzało się nawet, że przyjeżdżał nietrzeźwy na treningi), istniało także podejrzenie, że zażywa narkotyki. Niesportowy tryb życia, który prowadził Yahaya bardzo odbił się na rozwoju jego talentu, przez 3 lata nie grał w ogóle w żadnym klubie. W sezonie 2006/07 był graczem czwartoligowego Mazura Karczew, grywał także w jego rezerwach występujących w klasie A.

## Kariera reprezentacyjna
W latach 1992–1998 rozegrał 16 spotkań w reprezentacji Nigru, w których zdobył 4 gole.

## Sukcesy
Legia Warszawa
- mistrzostwo Polski: 2001/02
- Puchar Ligi: 2001/02